# Фыргово
Фыргово (болг. Фъргово) — село в Благоевградской области Болгарии. Входит в состав общины Сатовча. Находится примерно в 4 км к югу от центра села Сатовча и примерно в 89 км к юго-востоку от центра города Благоевград. По данным переписи населения 2011 года, в селе  проживало 416 человек, преобладающая национальность — болгары.

## Население
| Год     | 1934 | 1946 | 1956 | 1965 | 1975 | 1985 | 1992 | 2001 | 2011 |
| ------- | ---- | ---- | ---- | ---- | ---- | ---- | ---- | ---- | ---- |
| Жителей | 187  | 253  | 263  | 264  | 325  | 415  | 496  | 481  | 416  |

|  |